# 피기백 (교통)

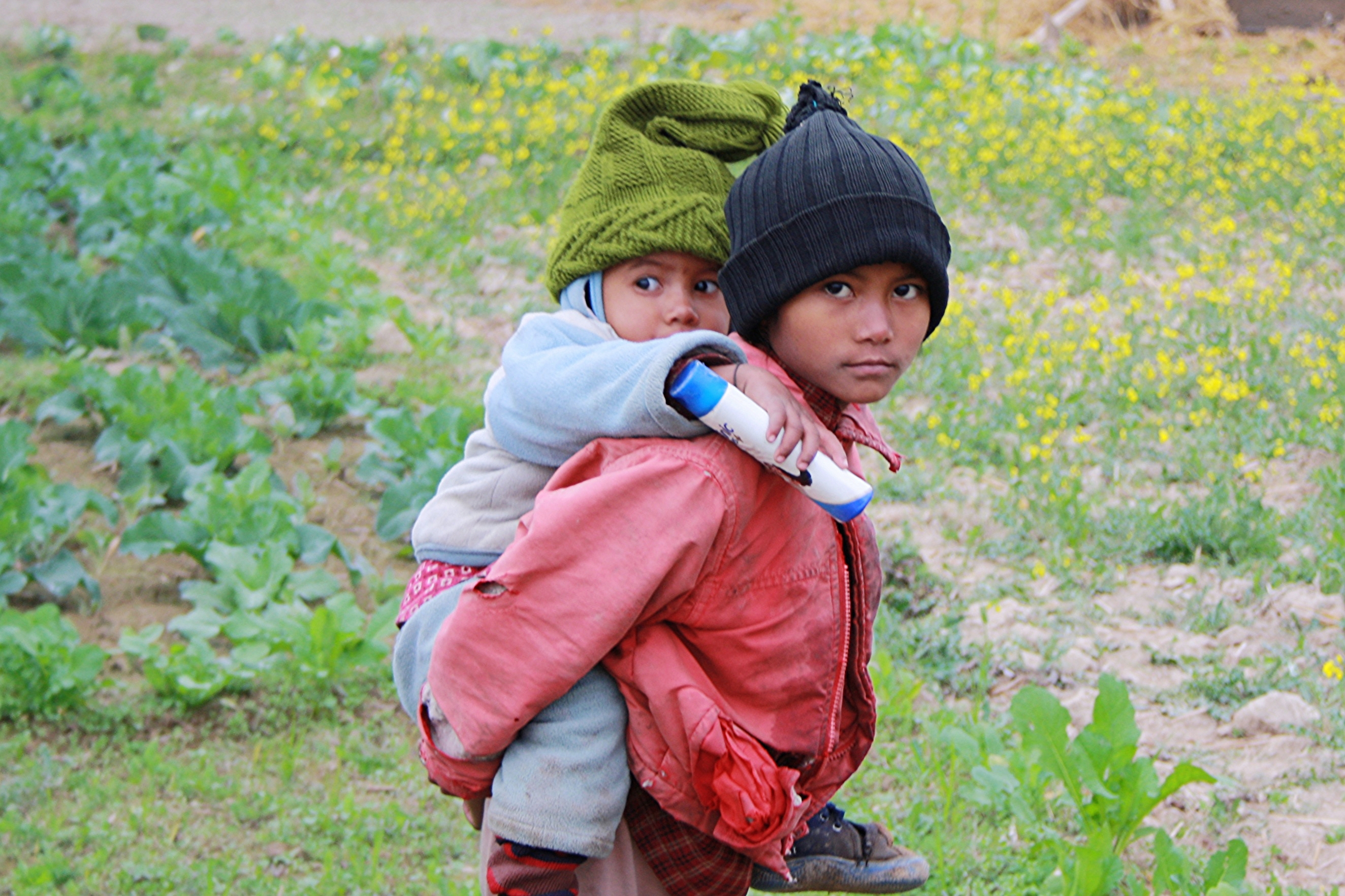
한 네팔 아이가 다른 아이를 피기백하는 모습

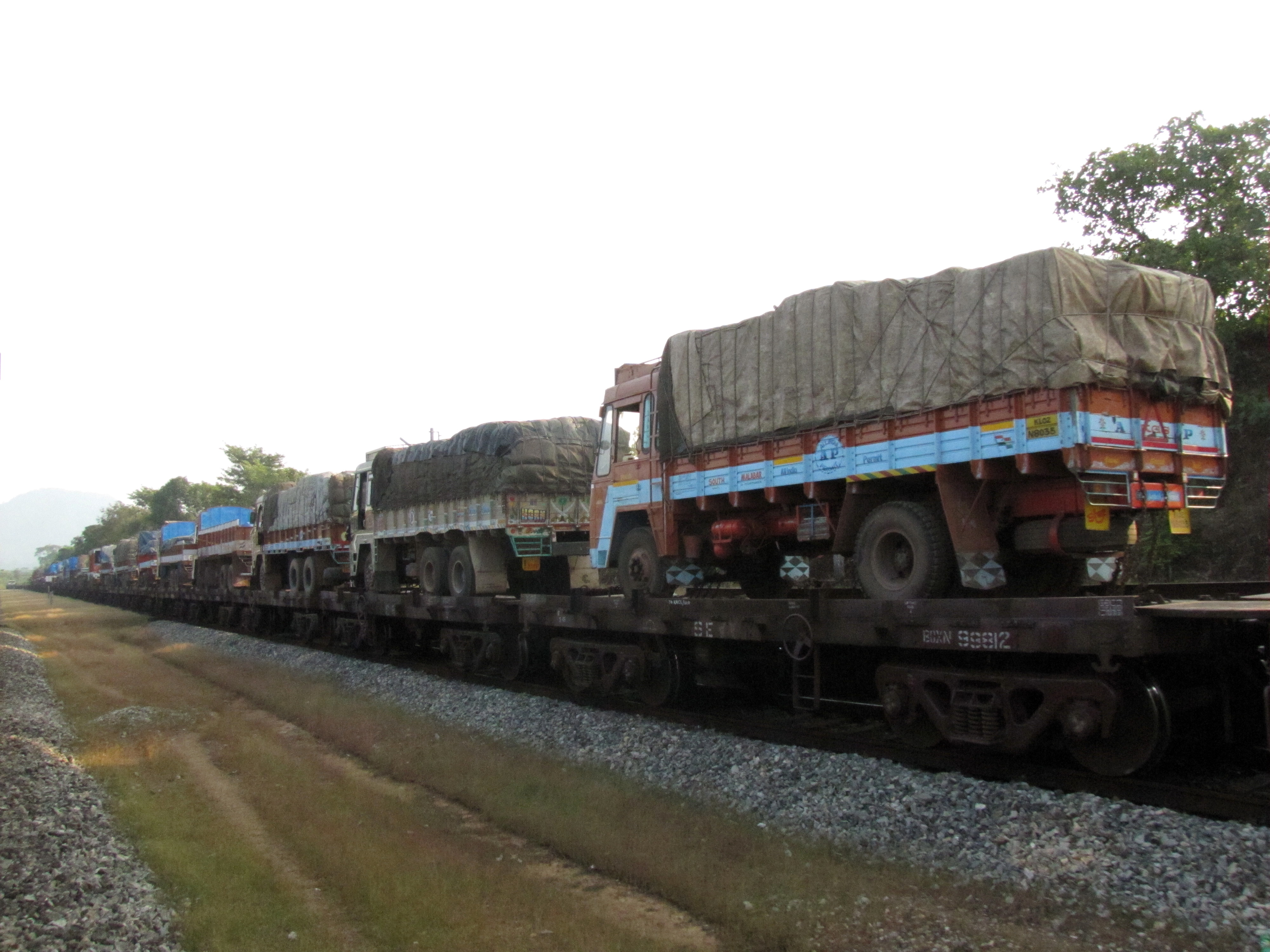
인도의 열차 위 트럭

피기백(piggyback)은 대량·고속이라는 철도의 특색과 자동차의 기동성을 결부시켜서 일관된 수송을 하는 이상적 방식이다. 컨테이너를 대형으로 만들어서 차륜을 달고, 도로상에서는 트랙터가 견인(牽引)하고 역에 닿으면 그대로 화차에 실어서 운반하는 방법을 가리킨다. 미국에서 크게 발달하고 있다.

## 같이 보기
- 차운차
- 비에르-아플레-모르주 철도
- 연락선
- 모터레일
- RORO선
- 차량한계
- 철도연락선